# Andreas
Andreas je mužská podoba ženského jména Andrea (Ondřejka). V češtině je obvyklejší jeho podoba Ondřej. Slovo pochází z řečtiny a jeho významem je odvážný nebo také statečný. Jeho jiné podoby jsou Andrej, Ondřej a Andrei.
Protože v českém kalendáři toto jméno není, slaví toto jméno buď spolu s Ondřejem 30. listopadu nebo na Andreje 11. října

## Zdrobněliny
Andy, André, Andras, Andýsek, Andrejek, Andreasek, Andreasko apod. 

## Andreas v cizích jazycích
- Andrij - v ukrajinštině
- Andrej – v ruštině, srbštině, slovenštině a bulharštině
- Andrzej – v polštině
- András, Andor, Endre – v maďarštině
- Andrés – ve španělštině
- André – ve francouzštině a také v latině
- Andreas – v řečtině, nizozemštině a němčině
- Ondřej – v češtině
- Antero – ve finštině
- Andrew – v angličtině
- Anders – v dánštině a švédštině